# カラフル (麻倉ももの曲)
「カラフル」は、麻倉ももの楽曲。谷口尚久が作詞・作曲を手掛けた。麻倉の3枚目のシングルとして2017年11月1日にミュージックレインから発売された。

## 背景・音楽性
表題曲は、前作「トクベツいちばん!!」に引き続き、テレビアニメ『プリプリちぃちゃん!!』のオープニングテーマとして制作された。楽曲について麻倉は『プリプリちぃちゃん!!』らしいポップな曲で、かつ前作以上に疾走感があると語っており、収録では明るさや楽しさ、元気さだけでなく、一生懸命さを表現するために最初のデモ音源よりもキーを上げて歌ったという。
カップリングに収録されている「No Distance」は、皆と寄り添える一枚にしたいというコンセプトから、その歌詞にこだわっている。

## リリース
シングル発売に先駆けて、『プリプリちぃちゃん!!』の第3クールにてオンエアが始まった2017年10月7日にオープニングテーマバージョンの音楽配信が開始された。同年11月1日にミュージックレインから初回生産限定盤・期間限定生産盤・通常盤の3形態で発売され、初回生産限定盤にはミュージック・ビデオを収録したDVDが同梱された。同日より、各音楽配信サイトにてハイレゾ音源の配信も開始された。

## アートワーク、ミュージック・ビデオ
初回生産限定盤・通常盤のジャケットはスケッチブックとクレヨンがモチーフとなっており、サクラクレパスが制作に協力している。衣装はスタイリストの手作りであり、同年10月22日に開催されたライブ・イベント『ミュージックレインフェスティバル2017』では同衣装で楽曲を披露した。
ミュージックビデオでは、総勢約18人の老若男女のエキストラと共にダンスをしているほか、麻倉のミュージックビデオでは恒例となっている動物（犬）も登場している。

## シングル収録内容
| #         | タイトル                   | 作詞      | 作曲・編曲 | 時間  |
| --------- | -------------------------- | --------- | ---------- | ----- |
| 1.        | 「カラフル」               | 谷口尚久  | 谷口尚久   | 4:00  |
| 2.        | 「No Distance」            | 高島鉄平  | 5u5h1      | 4:27  |
| 3.        | 「カラフル」(Instrumental) |           |            | 3:59  |
| 合計時間: | 合計時間:                  | 合計時間: | 合計時間:  | 12:26 |

| #  | タイトル                    | 作詞 | 作曲・編曲 | 時間 |
| -- | --------------------------- | ---- | ---------- | ---- |
| 1. | 「カラフル」(Music Video)   |      |            | 4:09 |
| 2. | 「カラフル」(TV SPOT 15sec) |      |            | 0:15 |
| 3. | 「カラフル」(TV SPOT 30sec) |      |            | 0:30 |